# Quebrada Arenas (San Juan)
Quebrada Arenas es un barrio de la ciudad de San Juan, capital de Puerto Rico. Según el censo de 2020, tiene una población de 2334 habitantes.

## Geografía
El barrio está ubicado en las coordenadas 18°18′13″N 66°04′52″O / 18.30361, -66.08111 (18.320204, -66.081249). Según la Oficina del Censo, tiene una superficie de 6.37 km² de tierra y 0.001 km² de agua.
Quebrada Arenas es el más accidentado de los barrios de San Juan. Lo confunden con Caimito porque la carretera 842 los separa desde el camino Avelino López hasta el final de la carretera. Está compuesto por los caminos Avelino López, Los Sola, Andrés Rosa, Los Colones, Las Cruces, Contreras III, Los Murieles, Navarro y Los López. Sectores Los Cocos, Paracochero, Hollywood Hills, Quintas de Caimito y Linda Gardens.
Desde la entrada para Aguas Buenas (carr 173) por la carr # 1 hasta carr 797 para el barrio Jagüeyes, a ambos lados está la actividad comercial e industrial de Quebrada Arenas. Los moteles El O.K, La Fuente, Flamingo, La Hamaca, San Souci y Lisboa conforman los tan nombrados moteles de la zona.
Hay dos parques industriales modernos donde la compañía de seguridad Wakenhut, César Castillo y las empresas Ramallo tiene sus operaciones. Aceros de América y la empresa de efectos eléctricos OMAF fueron las pioneras del área.
El barrio cuenta con un convento de monjas llamado El Buen Pastor y un junker (reemplazos de piezas usadas para carros). El restaurante El Paraguas fue el primero en el sector, famoso por sus comidas criollas y punto de referencia y encuentro. Actualmente no existe, pero contiguo está El Tequilón. El club Río Club y el salón de baile La Floresta (hoy inexistentes), así como La Hacienda Country Club, dieron vida nocturna al sector en los años 60, 70 y principios de los 80. Hay varios dealers para ventas de carros, camiones pesados y piezas. Últimamente han proliferado los negocios rústicos de frituras típicos a orilla de la carretera.
Colinda por el norte con los barrios Tortugo, de San Juan, y Río y Hato Nuevo, de Guaynabo, por el oeste; con Jagüeyes, de Aguas Buenas, por el sur, y con Caimito por el este. No tiene oficinas gubernamentales, hospital, escuelas ni urbanizaciones. Las residencias que se han construido son de clase alta y han sido desarrolladas por sus dueños, que han comprado solares y han construito tipo custom build.

## Demografía
Según el censo de 2020, hay 2334 personas residiendo en el barrio. La densidad de población es de 366.4 hab./km². El 12.04% de los habitantes son blancos, el 12.04% son afroamericanos, el 0.26% son amerindios, el 0.13% son asiáticos, el 20.22% son de otras razas y el 55.31% son de una mezcla de razas. Del total de la población, el 99.31% son hispanos o latinos de cualquier raza.